# Chiesa di Santa Caterina (Stella)
La chiesa di Santa Caterina è un luogo di culto cattolico situato nella frazione di Gameragna nel comune di Stella, in provincia di Savona. La chiesa è sede della parrocchia omonima facente parte del vicariato di Albisola-Varazze della diocesi di Savona-Noli.
Dietro la parrocchiale sorge l'oratorio dei Santi Sebastiano e Rocco.

## Storia e descrizione

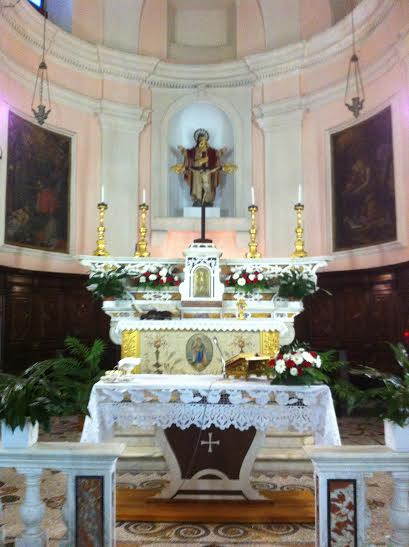
Il presbiterio

La costruzione risale al 1567 circa, anno in cui divenne parrocchia autonoma separandosi dalla parrocchiale di San Martino. La struttura ha linee semplici e navata unica, con facciata priva di decorazioni.
All'interno sono conservate opere di rilievo come i tre quadri di San Carlo Borromeo, dell'Arcangelo Gabriele e di Sant'Agnese attribuiti al pittore Agostino Ratti. Sopra l'ingresso laterale vi è una tela seicentesca.
Vi si trova inoltre una cassa processionale della fine del XVIII secolo dedicata alla Madonna del Carmelo attribuita ad Anton Maria Maragliano, una pala d'altare raffigurante Santa Caterina d'Alessandria, una statua sempre di Santa Caterina di Antonio Brilla.
Interessante l'organo a canne "Camillo Guglielmo Bianchi" risalente al 1876.